# Афганські ханства
Афганські ханства — феодальні держави, що існували до об'єднання Афганістану в 1919 році.

## Історія
Піднесення феодальних соціально-економічних відносин серед пуштунських племен створило внутрішні передумови для утворення єдиної афганської держави. Цьому також сприяли сприятливі зовнішні чинники: розпад імперії Великих Моголів в Індії, крах імперії Надір Шаха в Ірані та тривалі феодальні міжусобиці в Середній Азії.

## Ханства
Перші власне афганські ханства на племінній основі стали відігравати помітну політичну роль із XVI—XVII ст. — Хаттаське поблизу Пешавару, Гератське, Гільзейське зі столицею в Кандагарі. Із середини XVII ст. племена абдалі (Герат) і гільзаїв (Кандагар) опинилися під владою сефевідського Ірану. На початку XVIII століття, гільзаї на чолі з Міром Вайсом не тільки проголосили Кандагар центром незалежної держави, але і рушили на Іран, де син Мір Вайса — Мір Махмуд вступив до Ісфагану та проголосив себе в 1722 році шаханшахом. Аж до 1729 року, коли Надір Шах відновив на троні шаха Тахмаспа, афганські ватажки, змінюючи один одного в міжусобних сутичках, перебували в Ісфагані. Але врешті-решт через протиріччя між племенами весь Афганістан був включений до складу держави Надір Шаха.

## Дурранійська держава
Після смерті Надір Шаха його імперія розпалася. У 1747 році відбулась Джирга в Кандагарі, де шахом Афганістану був обраний Ахмед-шах. Його плем'я абдалі було перейменовано в дуррані («перлове»), а нова держава отримала назву Дурранійська імперія.
За наступників Ахмед-шаха Дурранійська імперія розпалася. На її місці утворилося Кабульське ханство, яке в 1836 році було проголошено еміратом.

## Англо-афганські війни
По мірі наближення російських володінь до кордонів Афганістану, військове значення Туреччини та Персії поступово зменшувалося в очах англійців, і натомість цьому ставало важливим значення Афганістану, що став єдиним бар'єром, який відділяв російські володіння від кордонів Індії. Англійці намагалися укласти альянс із Афганістаном або створити безліч маріонеткових держав, щоб контролювати цю стратегічно важливу територію. Ці причини змусили Англію вже в 1808 році вступити у дипломатичні відносини з Афганістаном, а згодом двічі вести з ним важку та тривалу збройну боротьбу (війни 1838—1842 і 1878—1880 років).